# Družina (dokumentarni film)
Družina je slovenski celovečerni dokumentarni film iz leta 2017 v režiji Roka Bička, ki je deset let dokumentiral življenje in družino Mateja Rajka. V filmu gre za resnične ljudi in njihovo resnično zgodbo, brez napisanega scenarija.
Na 20. festivalu slovenskega filma je prejel vesno za najboljši celovečerni film, prejel je tudi nagrado kritikov na Filmskem festivalu v Locarnu. Film je bil nominiran še za nagrado občinstva na Amsterdamskem mednarodnem festivalu dokumentarnega filma, najboljši vzhodnoevropski film na Festivalu DOK v Leipzigu ter najboljši dokumentarni film na Sarajevskem filmskem festivalu in Tržaškem filmskem festivalu.

## Nastopajoči
- Matej Rajk
- Nia Kastelec – Matejeva hči
- Barbara Kastelec – Matejeva partnerka
- Alenka Rajk – Matejeva mati
- Mitja Rajk – Matejev brat
- Boris Rajk – Matejev oče
- Ivka Gruden
- Emanoela Škulj
- Robert Krese
- Aleksej Kastelec